# Международна стандартна отраслова класификация
Международната стандартна отраслова класификация на всички видове икономически дейности (МСОК; ISIC — International Standard Industrial Classification of All Economic Activities) е класификация на видовете икономически дейности, разработена от ООН. Класификацията осигурява механизъм, в рамките на който е възможно да се събира, обработва и съхранява информацията, необходима за икономически анализ и вземане на решения в макроикономичски мащаб. ISIC също осигурява непрекъснат поток от информация, който може да се използва за международни сравнения. Основната област на приложение на класификатора е ограничена до икономическата статистика, но напоследък все повече се използва за административни цели. Към 2023 г. се използва четвъртата преработена версия на класификатора от 2008 г. (ISIC 4, ISIC v4).

## Обща структура на МСОК 4
| Раздел | Подраздел | Описание |
| ------ | --------- | --- |
| A      | 01-03     | Селско стопанство, лесовъдство и рибно стопанство                                                                                           |
| B      | 05-09     | Добивна промишленост и разработка на кариери                                                                                                |
| C      | 10-33     | Преработваща промишленост |
| D      | 35        | Производство и разпределение на електрическа енергия, природен газ, пара и кондициониран въздух                                             |
| E      | 36-39     | Водоснабдяване, канализационни услуги, управление на отпадъци и възстановяване на околната среда                                            |
| F      | 41-43     | Строителство |
| G      | 45-47     | Търговия на едро и дребно; ремонт на автомобили и мотоциклети                                                                               |
| H      | 49-53     | Транспорт и складово стопанство |
| I      | 55-56     | Хотелиерство и обществено хранене |
| J      | 58-63     | Информация и далекосъобщения |
| K      | 64-66     | Финансова дейност и застраховане |
| L      | 68        | Операции с недвижима собственост |
| M      | 69-75     | Професионална, научна и техническа дейност                                                                                                  |
| N      | 77-82     | Дейност в сферата на административните и спомагателни услуги                                                                                |
| O      | 84        | Държавно управление и отбрана; задължително социално осигуряване                                                                            |
| P      | 85        | Образование |
| Q      | 86-88     | Дейност в сферата на здравеопазването и социалните услуги                                                                                   |
| R      | 90-93     | Изкуство, развлечения и отдих |
| S      | 94-96     | Други видове дейности в сферата на услугите                                                                                                 |
| T      | 97-98     | Дейности на домакинствата като работодатели; недиференцирани дейности на домакинствата по производство на стоки и услуги за собствени нужди |
| U      | 99        | Дейност на екстериториални организации и органи                                                                                             |